# 陆本魁
陆本魁（1941年9月—），江苏海安人，中国天文学家，中国科学院紫金山天文台前台长、研究员，研究领域为天体力学和人造卫星运动理论等。